# Aljamiado grec
L’aljamiado grec désigne le procédé qui consiste à écrire, au moyen de l’alphabet arabe, la langue grecque ou ses dialectes.